# Le Danseur de Madame
Pour plus de détails, voir Fiche technique et Distribution.
Le Danseur de Madame (Der Tänzer meiner Frau) est un film allemand réalisé par Alexander Korda, sorti en 1925.

## Synopsis
Lucille Chauvelin décide d'aller seule au bal avec Claude, un ami de son mari, car Edmond, le mari, n'aime pas danser. Au bal, elle rencontre Max de Sillery, le meilleur danseur de Paris. Ils dansent ensemble jusque tard dans la nuit, puis continuent la soirée chez l'actrice Yvonne Trieux, qui vit près de chez Lucille. Le lendemain, Edmond, jaloux, veut séduire Yvonne pour se venger de sa femme. Il y renonce finalement, choisit d'apprendre à danser, et tout rentre dans l'ordre.

## Fiche technique
- Titre : Le Danseur de Madame
- Titre original : Der Tänzer meiner Frau
- Réalisation : Alexander Korda
- Scénario : Alexander Korda et Adolf Lantz d'après la pièce éponyme de Paul Armont et Jacques Bousquet
- Photographie : Nicolas Farkas
- Décors : Paul Leni
- Production : Josef Somlo (en), Hermann Fellner
- Pays d'origine : Allemagne
- Format : Noir et blanc - 35 mm - 1,33:1 - Film muet
- Genre : Comédie dramatique
- Durée :
- Dates de sortie :
  - Allemagne  République de Weimar : 6 novembre 1925, Berlin
  - Finlande : 19 avril 1926
  - Royaume-Uni : 18 octobre 1926

## Distribution
- Victor Varconi : Edmund Chauvelin
- María Corda : Lucille Chauvelin
- Livio Pavanelli : Claude Gerson
- Lea Seidl : Ivonne Trieux
- Willy Fritsch : Max de Sillery
- Marlene Dietrich